# Flagellant

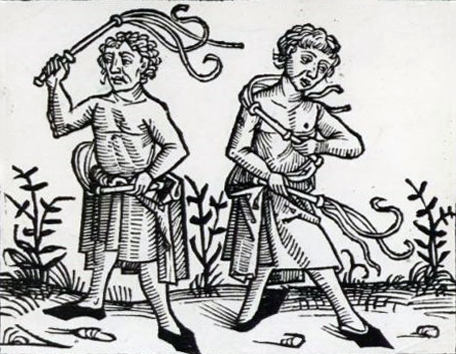
Flagellants, XVe siècle.

Les Flagellants (nommés disciplinati ou battuti au Moyen Âge) étaient des groupes ambulants de fidèles qui se donnaient la discipline collectivement en public. Leur mouvement atteignit son apogée durant le XIIIe siècle et le XIVe siècle en Europe occidentale. Ceux qui y prenaient part pensaient que la pratique de la flagellation leur permettrait d'expier leurs péchés, atteignant ainsi la perfection, de manière à être acceptés au royaume des cieux après l'Apocalypse. Ils allaient en procession par les villes, nus jusqu'à la ceinture et armés d'un fouet dont ils se flagellaient publiquement, en chantant des cantiques, pour expier leurs péchés.

## Étymologie
Nommés au Moyen Âge sous les noms de disciplinati ou battuti, ces noms reflétaient la pluralité de sens du mot « discipline » au Moyen Âge. Celui-ci était synonyme d’« éducation des disciples », puis sa signification évolue vers une idée d’une « éducation par la correction » et a fini par ne retenir que l’aspect de son instrument, les verges (verbera) qui servent à fouetter.

## Histoire

### Origines
Les circonstances dans lesquelles les premières manifestations massives de flagellants ont eu lieu sont significatives. À la suite de la famine de 1258 et de ce qu'on supposera être une manifestation de la peste en 1259, la situation de l’Italie était particulièrement difficile à l’époque. De plus, les guerres incessantes entre les Guelfes et les Gibelins avaient plongé la région dans une misère et installèrent une ambiance de grande insécurité parmi le peuple. C’est pour cela que le mouvement des flagellants a été partiellement influencé par une préoccupation de pacification et de dévotion comme certaines manifestations qui eurent lieu quelques décennies auparavant.
Le mouvement des flagellants commença au printemps de 1260 dans la ville de Pérouse en Italie sur l'initiative d’un laïc pérugin nommé Ranieri Fasani. Celui-ci avait prétendu agir sous l’inspiration d’une lettre sacrée reçue par la Vierge Marie et prit par la suite la tête d’une procession expiatoire et parcourut les rues de Pérouse pour se flageller. Dans un premier temps les battuti furent favorablement accueillis par le clergé qui prenait fréquemment la tête des processions. Le mouvement s’étendit rapidement au sud jusqu’à Rome et au nord jusqu’en Lombardie et par la suite dans certaines régions d'Allemagne. Elle peut s'inspirer du dominicain Ranieri dal Borgo (ou de Sansepolchro, mort en 1304).
Bien que la flagellation ne fût pas inconnue en Italie, elle était jusque-là une pratique pénitentielle privée ou liturgique. Elle était infligée auparavant aux grands pécheurs ayant demandé et obtenu d’être réconciliés par l’Église dans le cadre d’une pénitence publique. La nouveauté introduite par les flagellants de 1260 était le fait que désormais, la flagellation était pratiquée en plein air et par le désir des fidèles.
En Allemagne, comme en Europe méridionale, les groupes de flagellants subsistèrent pendant plus de deux siècles mais leur statut et leurs fonctions ne coïncidaient pas avec ceux d'Italie. En Italie et dans le Sud de la France, les communautés de flagellants s’épanouissaient en plein jour dans toutes les villes de quelque importance. En Allemagne, au contraire, les flagellants ne cessèrent pas d’être accusés d’hérésie puis eurent par la suite des traits plus révolutionnaires que leurs homologues italiens. Le mouvement tantôt interdit en 1262, survécut de manière clandestine.

### Le mouvement de 1349

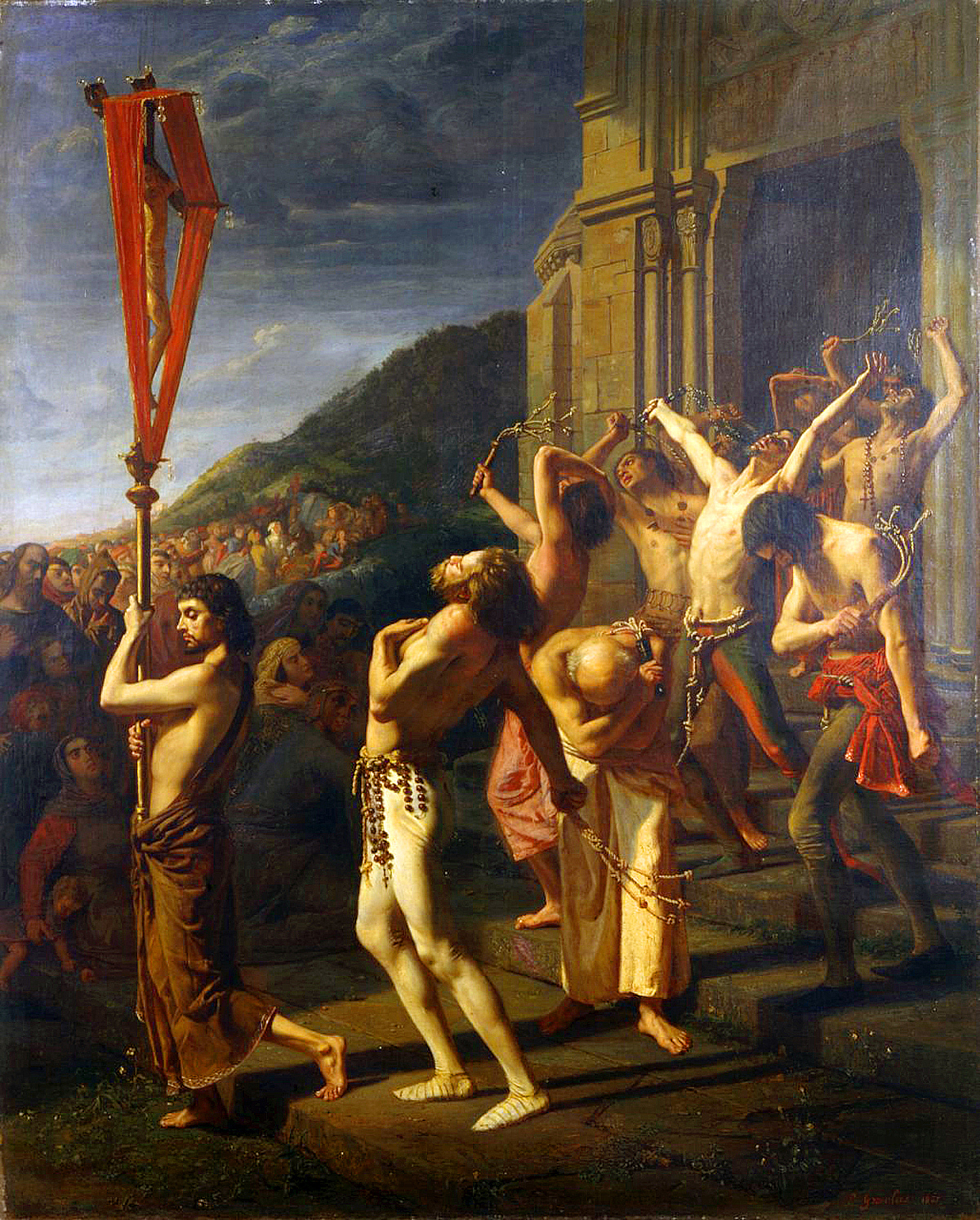
Flagellants au XIVe siècle, Pierre Grivolas, 1906, musée Calvet, Avignon.

Le mouvement des flagellants avait repris des proportions considérables en 1349. Ceci était dû à l’une des plus grandes épidémies de peste du Moyen Âge : la dite Peste noire (introduite par des hordes mongoles en 1346-1347). Celle-ci fut interprétée, dans la perspective médiévale, comme un châtiment divin contre les pêchés commis par les humains. Les processions de flagellants étaient mises en avant comme un effort pour détourner ce châtiment. La zone de développement du mouvement se situa principalement en Europe centrale, de la Pologne à l’Allemagne et jusqu’aux Pays-Bas et à la France. Les flagellants se déplaçaient entre villes par bandes de cinquante à cinq cents hommes ou plus. Plusieurs régions furent prises l’une après l’autre d’une grande agitation où le mouvement prenait une grande importance avant de s’éteindre peu à peu.
Dès la seconde moitié de 1349, le mouvement des flagellants avait pris une dimension anarchique. Les flagellants allemands en particulier devinrent les ennemis implacables de l’Église. Non seulement ils condamnaient le clergé, ils déniaient toute autorité surnaturelle de celui-ci, répudiant même le sacrement de l’eucharistie comme étant absurde. Ils avaient tendance à interrompre les services religieux et n’accordaient de valeur qu’à leurs propres rites ou hymnes.
Les Juifs furent aussi victimes des mêmes persécutions que les clercs, mais sur une tout autre échelle. Durant le grand massacre des Juifs qui suivit la Peste Noire (cf. par exemple le Pogrom de Strasbourg), les flagellants jouèrent un rôle considérable. Les premiers massacres ont eu lieu en fin mars 1349 lorsqu’une partie de la population porta des accusations d'empoisonnement des puits contre les Juifs. Une seconde vague de terreur fut déclenchée par la propagande des flagellants quatre mois plus tard en juillet 1349. Des groupes de flagellants pénétrèrent à Francfort où ils se ruèrent sur le quartier juif et massacrèrent des juifs avec l’aide de la population locale. Les autorités municipales étaient si troublées par cet incident qu’elles expulsèrent les pénitents de la ville et renforcèrent les portes afin que cela ne se reproduise pas.
À la suite de ces événements, les autorités ecclésiastiques se sont mobilisées contre eux. En octobre 1349, le pape Clément VI édicte une bulle contre les flagellants. La bulle énumère les errements doctrinaux et les offenses que les disciplinati ont commis contre le clergé et les Juifs, et souligne davantage le fait que ces hommes négligeaient déjà les autorités séculières et qu’il était bien trop tard pour les contenir si l’on ne mettait pas un frein à leur débordement. Cette bulle fut communiquée aux archevêques d’Allemagne, de Pologne, de France, d’Angleterre et de Suède. L’Université de Paris avait aussi participé en prononçant également une condamnation sans appel.
La bulle fut immédiatement prise en compte, les archevêques et évêques dans toutes les régions d'Allemagne et de Hollande interdirent toute procession des flagellants. De nombreux prêtres de paroisses furent enlevés de leur position et excommuniés. Les villes encore perturbées par des manifestations de flagellants prirent toutes les mesures possibles pour les expulser. Le résultat de la condamnation pontificale avait étouffé assez rapidement le mouvement et avait empêché la création de nouvelles confréries.

### Les flagellants de Thuringe
Après la condamnation épiscopale, le mouvement subsistait sporadiquement dans certaines régions. Vers 1360, un personnage analogue Allemand sous le nom de Conrad Schmidt prit la tête d’un mouvement qui, face aux persécutions, se transforma en une secte clandestine implantée dans les cités d’Allemagne centrale et méridionale. Les catholiques lui reprochaient de se prendre pour Dieu car celui-ci se proclamait étant l’unique témoin de la religion authentique. Quiconque souhaitait être admis dans la secte devait confesser tous ses péchés à Conrad Schmidt puis subir une flagellation de sa main et jurer une obéissance absolue. Schmidt enseignait que le salut de ses disciples dépendait uniquement de leur attitude envers lui.
Une fois de plus, les autorités ecclésiastiques avaient décidé d’écraser le mouvement en Allemagne. En 1370, l’évêque de Wurtzbourg interdit la flagellation dans son diocèse et deux ans plus tard, le pape encouragea l’Inquisition à régler de façon radicale le cas de tous les flagellants qu’elle parviendrait à attraper puis de nombreuses exécutions suivirent. Il est dit que Conrad Schmidt fut l'un des sept hérétiques brûlés à Nordhausen en 1368.

### Les «blancs»
Au printemps de 1399, le mouvement reprend sous la prédication de saint Vincent Ferrier en France ainsi qu’en Italie sous l’influence de Giovanni Dominici. À côté des thèmes de la pénitence et de la paix émerge cette fois-ci la réforme de l’Église. Ils étaient appelés sous le nom des « blancs » ou Bianchi à cause de la cape blanche que ces hommes portaient. Ils furent à l’origine d’un nombre impressionnant de nouvelles confréries ou des réformes d’anciennes confréries de flagellants. Contrairement à leurs prédécesseurs homologues, les confréries de flagellants étaient alors sur le point d'adopter une nouvelle spiritualité plus individualiste.
Certains voient dans les confréries de pénitents qui se propagent aux XVIe et XVIIe siècles dans le sud de la France, les héritiers des flagellants. Toutefois, si la pénitence est pratiquée, l'esprit de la réunion et l'action des confréries de pénitents sont très différents de ceux des flagellants. Maurice Agulhon voit dans les confréries de pénitents un élément central de la sociabilité méridionale.

## Dogme
Dès 1260, les flagellants parcouraient les villes d’Italie centrale en réclamant aux autorités des mesures visant à pacifier une société communale déchirée par de nombreux antagonismes. Si l’élément de pénitence est attaché à tous les mouvements de discipline, la mémoire de la Passion du Christ est tout aussi importante. L’identification au Christ à travers la souffrance corporelle permit alors aux fidèles de se sentir investis eux-mêmes d’une mission rédemptrice. Les flagellants percevaient la douleur comme un moyen d’échapper à la colère de Dieu et de ressusciter au dernier jour. Lorsque les flagellants parlaient d’un ordre monastique caractérisé par son incomparable sainteté, ils s’adressaient à eux-mêmes. Plusieurs d’entre eux se prenaient vraiment pour un peuple saint qui faisait partie d’une armée sainte. Parfois ils allaient plus loin en affirmant que le Christ en personne leur avait révélé ses plaies sanglantes et leur avait demandé de s’administrer le fouet. Certains proclamaient même ouvertement qu’aucun sang versé n’était comparable au leur, excepté celui du Christ.
La motivation des flagellants de trouver le pardon tire son origine de la Lettre qui a inspiré Ranieri Fasani à commencer le mouvement. Cette Lettre Céleste rapportait qu’une tablette de marbre rayonnant d’une lumière surnaturelle était récemment descendue à Jérusalem sous les yeux d’une multitude de fidèles. Cette tablette racontait que Dieu, agacé par l’orgueil et l’ostentation des êtres humains, avait décidé d’exterminer toute vie sur terre. Mais la Vierge et les anges s’étaient jetés à ses pieds en suppliant d’accorder une dernière chance à l’humanité. Convaincu par leurs suppliques, Dieu promit que si les humains renonçaient aux tentations et adoptaient un comportement correct, le pays retrouverait la prospérité. À cette nouvelle, les fidèles de Jérusalem commencèrent à chercher désespérément un moyen de guérir l’humanité. Un ange apparut par la suite pour leur ordonner de participer à une procession de flagellants qui durait trente-trois jours et demi (ce qui correspondait aux années passées par le Christ sur cette terre).
Bien qu’ils partagent certains idéaux dont la pénitence, les disciplinati ne doivent pas être confondus avec le monde des pénitents qui leur a donné naissance. Alors que les pénitents menaient une vie de renoncement constante comme une vie de chasteté si l’on est marié, retrait des affaires de la cité et une interdiction de participer aux réjouissances et jeux publics, les flagellants demeurèrent pleinement intégrés à la vie sociale de leur cité et ne suivaient pas tous les mêmes dogmes que les pénitents.

## Organisation

### Dans les rues

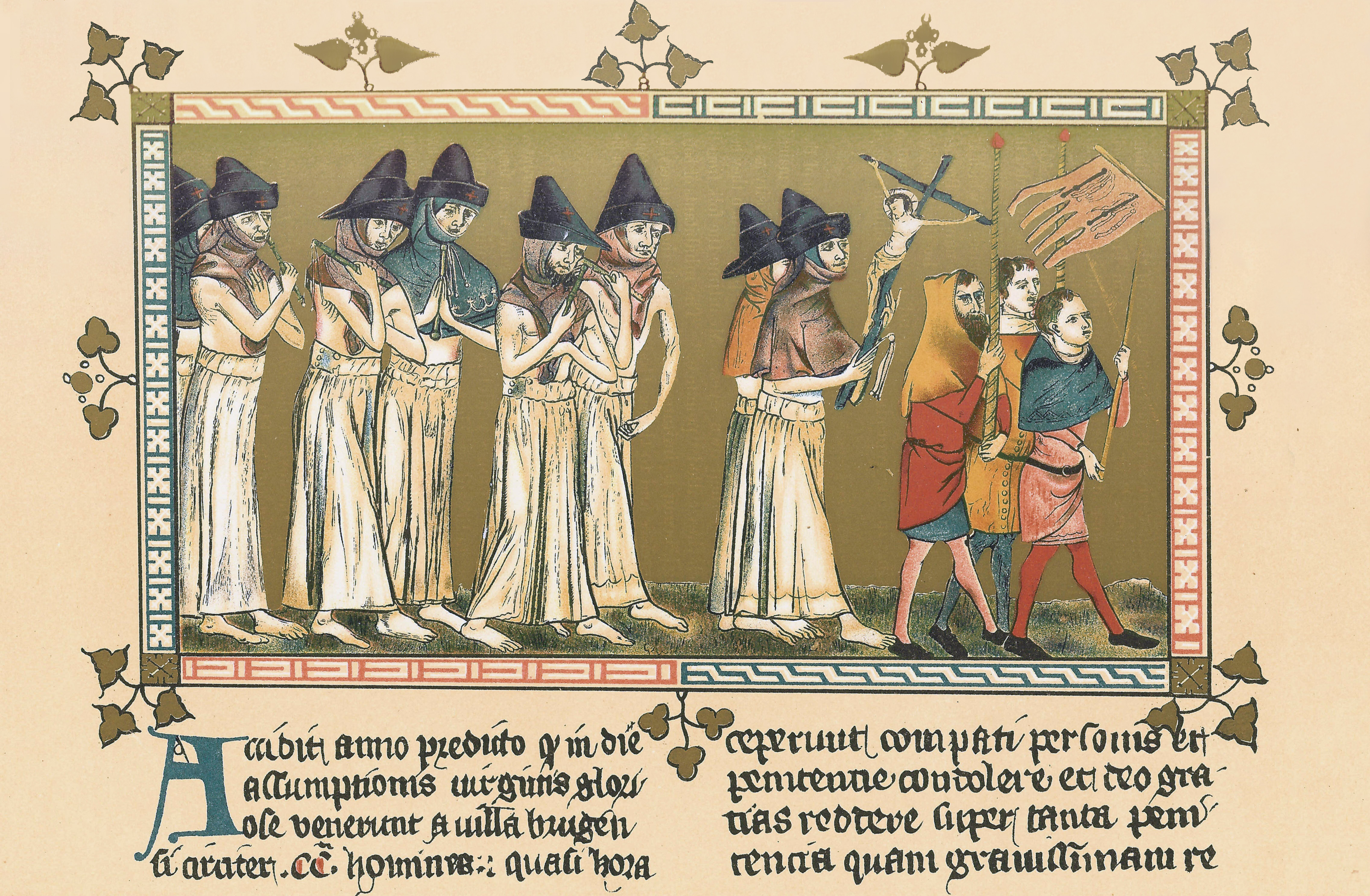
Procession des flagellants de Bruges à Tournai, le jour de l’Assomption, 1349, Bibliographisches Institut, Leipzig.

Les processions de flagellants étaient connues pour avoir une organisation nettement définie. Ils portaient un nom collectif comme « Porteurs de la croix » ou « Frères flagellants ». Ils étaient vêtus d’une sorte de sarrau blanc frappé devant et derrière d’une croix rouge et un chapeau ou un capuchon munis du même signe. Chaque groupe de flagellants était placé sous les ordres d’un chef qui devait être obligatoirement un laïc. Appelé sous le nom de père ou maître, celui-ci imposait des pénitences et accordait l’absolution. Durant la procession, les fidèles devaient jurer obéissance absolue à leur maitre. La durée de la procession était fixée selon des règles précises. Il s’agissait toujours d’une durée de trente-trois jours et demi. Durant cette période, les flagellants étaient soumis à une discipline rigoureuse. Ils n’avaient pas le droit de se baigner ou de se laver. Ils devaient demander l’autorisation de leur maître pour converser entre eux. Il était surtout interdit d’avoir le moindre rapport avec des femmes. C’est pour cela qu’ils devaient se tenir à l’écart de leurs épouses et ne pouvaient pas être servis par des femmes chez leurs hôtes.
Lorsqu’ils arrivaient dans une nouvelle ville, les flagellants se dirigeaient tantôt vers une église, se rassemblaient en cercle et revêtaient une sorte de jupon qui leur descendait de la taille aux talons. Ils commençaient alors à défiler en cercle et se jetaient l’un après l’autre face contre terre, puis ils demeuraient immobiles les bras en croix. Ceux qui passaient derrière eux enjambaient leurs corps et leur donnaient de légers coups de fouet. Lorsque le dernier était allongé à son tour, tous pouvaient alors commencer à se flageller. À certains passages de l’hymne qu’ils chantaient, les hommes s’acharnaient sur le sol les bras en croix pour prier en sanglots. Après un certain temps, ils se redressaient, levaient les bras au ciel et entonnaient des hymnes pour reprendre leur flagellation. Il faut noter que si par hasard une femme ou un prêtre pénétraient à l’intérieur du cercle, la flagellation était considérée comme échec et il fallait tout reprendre du début. Les disciplinati faisaient deux sessions complètes par jour aux yeux du public. Chaque nuit une troisième se déroulait dans l’intimité de leurs chambres. Ils étaient tenus de faire cette tâche avec tant de force que les piquants de leurs fouets se coinçaient dans leurs chairs et qu’il fallait les enlever à la main.
La population dans son ensemble se montrait coopérative vis-à-vis de la procession. Partout où les flagellants allaient, des foules immenses de spectateurs s’attroupaient pour voir et écouter les hommes. Nul ne songeait à mettre en doute l’authenticité de la Lettre Céleste. Les flagellants se considéraient et étaient considérés comme de simples pêcheurs qui expiaient leurs propres péchés, mais puisque ceux-ci assumaient leurs propres péchés et essayaient de gagner le pardon de l’humanité, les accueillir et les protéger devint un privilège pour le peuple. Lorsqu’une procession des flagellants approchait une ville, les habitants sonnaient les cloches et une fois la flagellation terminée, ils invitaient les frères dans le foyer.

### Dans les confréries
À la suite de la propagation du mouvement, on voit apparaitre en Italie un nombre impressionnant de confréries laïques qui rénovent leurs dogmes en fonction de ces nouvelles formes de piété. La propagation de la culture pénitentielle parmi les laïcs fut très largement due à ces confréries de flagellants. On a pu compter au moins 1 890 confréries pénitentielles en Italie et 42 dans d’autres pays d'Europe. Les confréries de flagellants employaient la discipline comme rite collectif de pénitence. En Corse, le Catenacciu de Sartène en est peut-être la dernière illustration. La plupart des confréries se trouvaient dans des milieux urbains comme Cologne ou Strasbourg car les coutumes confraternelles étaient déjà bien présentes.
Pour appartenir à une confrérie de battuti il fallait remplir certaines conditions. Par exemple à Bologne, il fallait être âgé d’au moins 18 ans et il y avait une période d’essai de deux mois avant d’être définitivement admis. Les femmes n’étaient pas admises à participer dans les séances de flagellation. Cela dit, elles pouvaient faire partie d’une confrérie de Battuti dans certains cas sous l’autorisation de leur mari ou père.
Lorsqu’il y avait des réunions, les membres entraient dans l’oratoire de la confrérie et s’agenouillaient un par un sur une dalle de marbre et demandaient pardon pour tous actes commis qui n’étaient pas dans le règlement de la confrérie. Puis ils faisaient une lecture en commun à haute voix des manuscrits qui comprenaient les sept psaumes de pénitence, ainsi que les quinze psaumes graduels. Ils se donnaient la discipline au cours des réunions du vendredi soir. Après avoir revêtu une tenue spéciale, les confrères allaient pieds nus embrasser le crucifix dans leur chapelle puis se frappaient mutuellement, chacun recevant sur son dos nu autant de coups qu’il pensait nécessaires pour être pardonné. Ils avaient tous la face couverte d’une cagoule pour ne pas se faire reconnaitre.
Habituellement les réunions des membres n’avaient pas pour unique but la flagellation. Au contraire, souvent le dimanche ils assistaient à la messe dans l’oratoire de la confrérie et discutaient également des affaires du groupe. Cependant il était impératif d’assister chaque jour à la messe ou au moins le plus souvent possible et de communier deux à quatre fois par mois. De plus, les membres des confréries étaient tenus de réciter chaque jour un certain nombre de prières même si la plupart ne savaient pas lire. Le jeûne était imposé dans les normes des lois ecclésiastiques et il était vivement recommandé de jeûner un jour par semaine, de préférence le vendredi.

## Géographie du mouvement
Parti d'Italie, le mouvement des Flagellants gagne l'Autriche, la Hongrie, la Pologne, puis l'Allemagne (c'est dans ce pays que ses adeptes furent les plus nombreux), pour ensuite toucher la Belgique ; en France, le mouvement s'arrêta à Troyes.
Si l'acuité du phénomène s'est atténuée, on peut considérer qu'il en subsiste une trace de nos jours, en partie folklorique, dans certaines processions de l'Europe méridionale, particulièrement durant la Semaine sainte à Séville en Espagne.
Cependant, un phénomène similaire existe actuellement également, mais avec la violence originelle, dans une tradition religieuse non chrétienne, en Inde.

#### Dictionnaires et Encyclopédies
- Giuseppe Alberigo, « Flagellants », dans Dictionnaire d’histoire et de géographie ecclésiastiques, vol. 17, Baudrillart, Alfred (ed.), Turnhout, Paris, 1971, p. 328-338.
- Garry Dickson, « Flagellants », dans Dictionnaire encyclopédique du Moyen Âge, 2 vol., Vauchez, André (dir.), Vincent, Catherine, Édition du Cerf, Paris, 1997, p. 601-603.

#### Autres ouvrages
- Norman Cohn, Les fanatiques de l'Apocalypse : courants millénaristes révolutionnaires du XIe au XVIe siècle, Aden, Bruxelles, 2011, p. 171-202.
- Malcolm David Lambert, Medieval heresy: popular movements from the Gregorian reform to the Reformation, Blackwell, Oxford, 1997 p. 220-221.
- André Vauchez, Les laïcs au Moyen Age : pratiques et expériences religieuses, Les Éditions du Cerf, Paris, 1987.
- André Vauchez, La spiritualité au Moyen Âge occidental : VIIIe – XIIIe siècle, Editions du Seuil, Paris, 1994.

#### Articles
- Gavin Hammel, « Revolutionary Flagellants? Clerical Perceptions of Flagellant Brotherhoods in Late Medieval Flanders and Italy », dans Faith's boundaries. Laity and clergy in early modern confraternities, Terpstra, Nicholas, Prosperi, Adriano, Pastore, Stefania, éd, Turnhout, 2012, p. 303-330.
- Massimo Vallerani, « Mouvements de paix dans une commune du « Popolo » ; les Flagellants à Pérouse en 1260 », dans Rosa Maria Dessì, éd., Prêcher la paix, et discipliner la société. Italie, France, Angleterre, Turnhout, 2005, p. 313-355.
- Catherine Vincent, « Discipline du corps et de l'esprit chez les Flagellants au Moyen Âge », Revue historique, vol. 302 (2000), p. 593-614.